# 夏毅宗
夏毅宗李諒祚（1047年3月5日—1068年1月），西夏第二位皇帝（1048年—1068年1月在位）。党項名兩岔。夏景宗之子，生母沒藏氏，党項族人。天授礼法延祚十年（1047年）农历二月六日，没藏氏在跟从李元昊贺兰山打猎时生下李谅祚。

## 生平
毅宗是夏景宗之子。初名“寧令兩岔”，其中“宁令”（𘟙𘜶，龔煌城擬音：njij ljịj）为其西夏官职，意为“大王”；“兩岔”为其西夏語本名。
1048年1月19日，景宗被殺，毅宗以一歲幼齡繼位，其母沒藏太后及其家族專權。即位次年（1049年），遼國乘景宗新喪之機，與西夏爆發第二次賀蘭山之戰，西夏大敗，損失慘重，向遼稱臣。福聖承道四年（1056年），太后被殺，舅舅沒藏訛龐執政。十二歲開始預政。奲都五年（1061年），訛龐父子密謀害他，遂殺訛龐及皇后（訛龐之女），立梁氏為皇后，親掌國政。廢行蕃禮，改用漢儀；並增設各部尚書、侍郎等多種官職，以完善中央行政體制。調整州軍，以加強對地方統治。這些措施使皇帝對軍政權力的控制得到加強。他連年對宋用兵，攻掠臨近州縣。先後收降吐蕃首領瞎氈的兒子木征和青唐吐蕃部。後期注意修好與遼、宋關係，減少戰役。拱化四年（1066年），在与北宋作战时受箭伤，拱化五年十二月（1068年1月）去世，享年僅21岁，諡号昭英皇帝。

## 改姓风波
嘉祐八年丙辰（1063年），谅祚派使者前往宋朝，上表要求改回李姓，宋仁宗下诏谴责他，命令他遵守旧约。然而此后西夏皇室仍多用嵬名为姓氏。

## 人际关系

### 祖父母
- 祖父：夏太宗李德明。
- 祖母：卫慕夫人，卫慕山喜谋害李元昊，事发，李元昊把卫慕族人沉于黄河，一说被李元昊所毒杀。

### 父母
- 父亲：夏景宗李元昊。
- 母亲：宣穆惠文皇后没藏氏，舅舅没藏讹庞之妹，原为野利遇乞妻。

### 舅舅
- 没藏讹庞，西夏国相、权臣。

### 皇后
- 没藏皇后，没藏讹庞之女，后被废。
- 梁皇后，原为没藏讹庞之儿媳。李谅诈死后，她以太后身份掌握西夏权力达18年。

### 儿子
- 夏惠宗李秉常，母梁皇后。

### 女儿
- 李氏，母梁皇后，封号不详。北宋熙宁五年、西夏天赐礼盛国庆三年春正月（1072年），临朝听政的梁太后自请以爱女和亲，嫁西蕃大首领董毡之子蔺逋比[5]。

## 影視形象
- 2015年纪录片 《神秘的西夏》